# Kuhdung

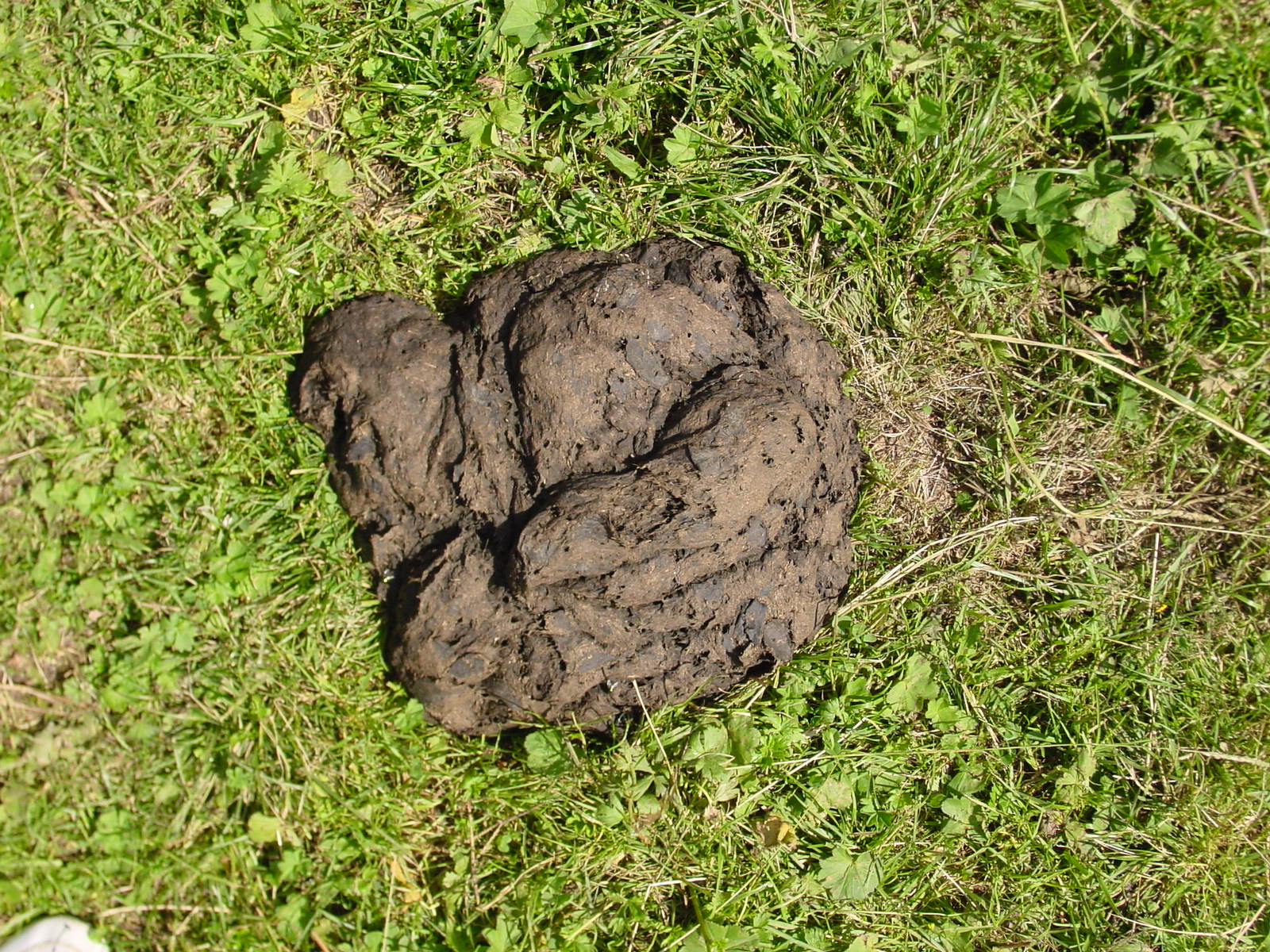
Kuhfladen

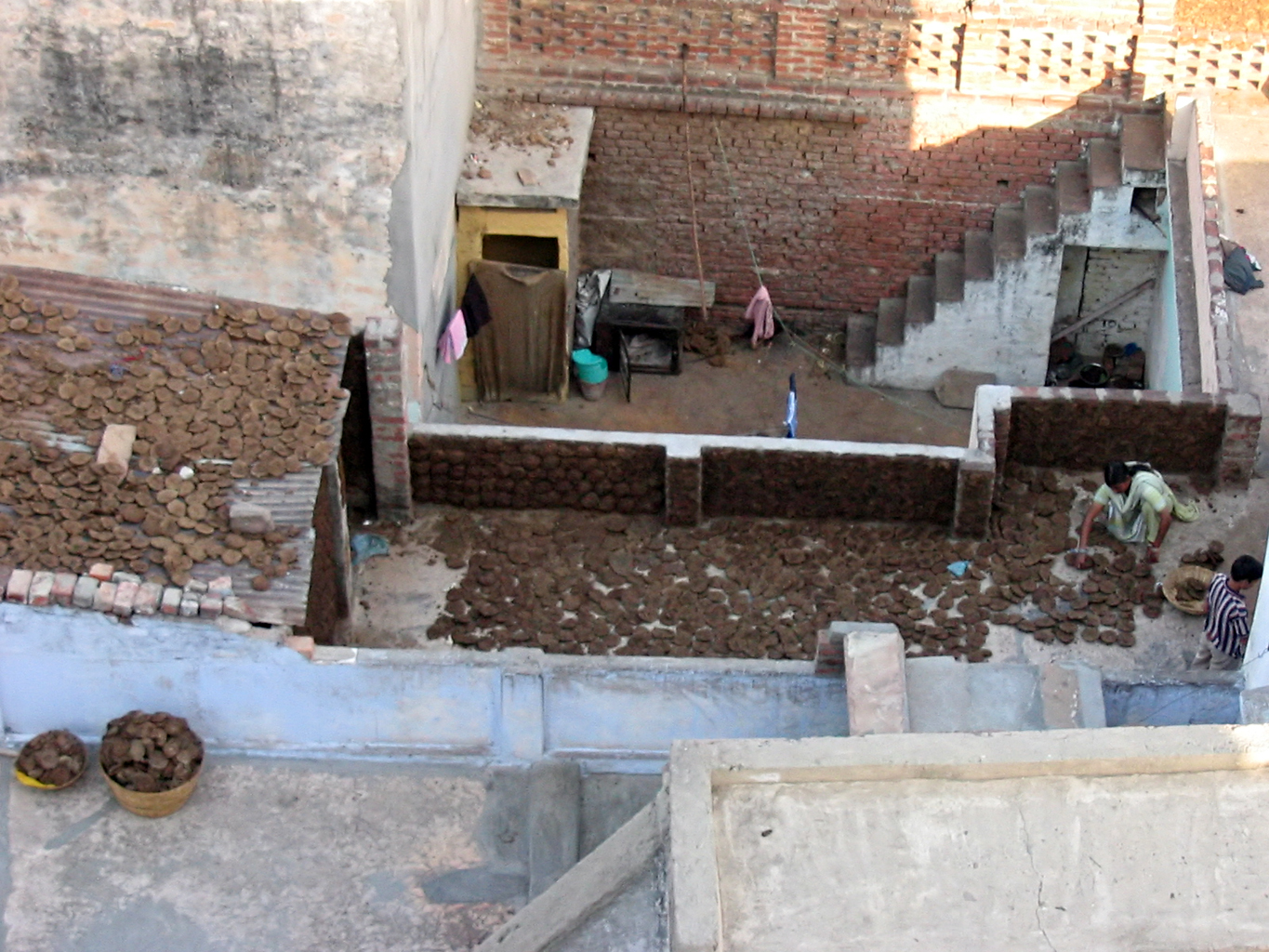
Trocknung von Kuhfladen als Brennstoff in Indien

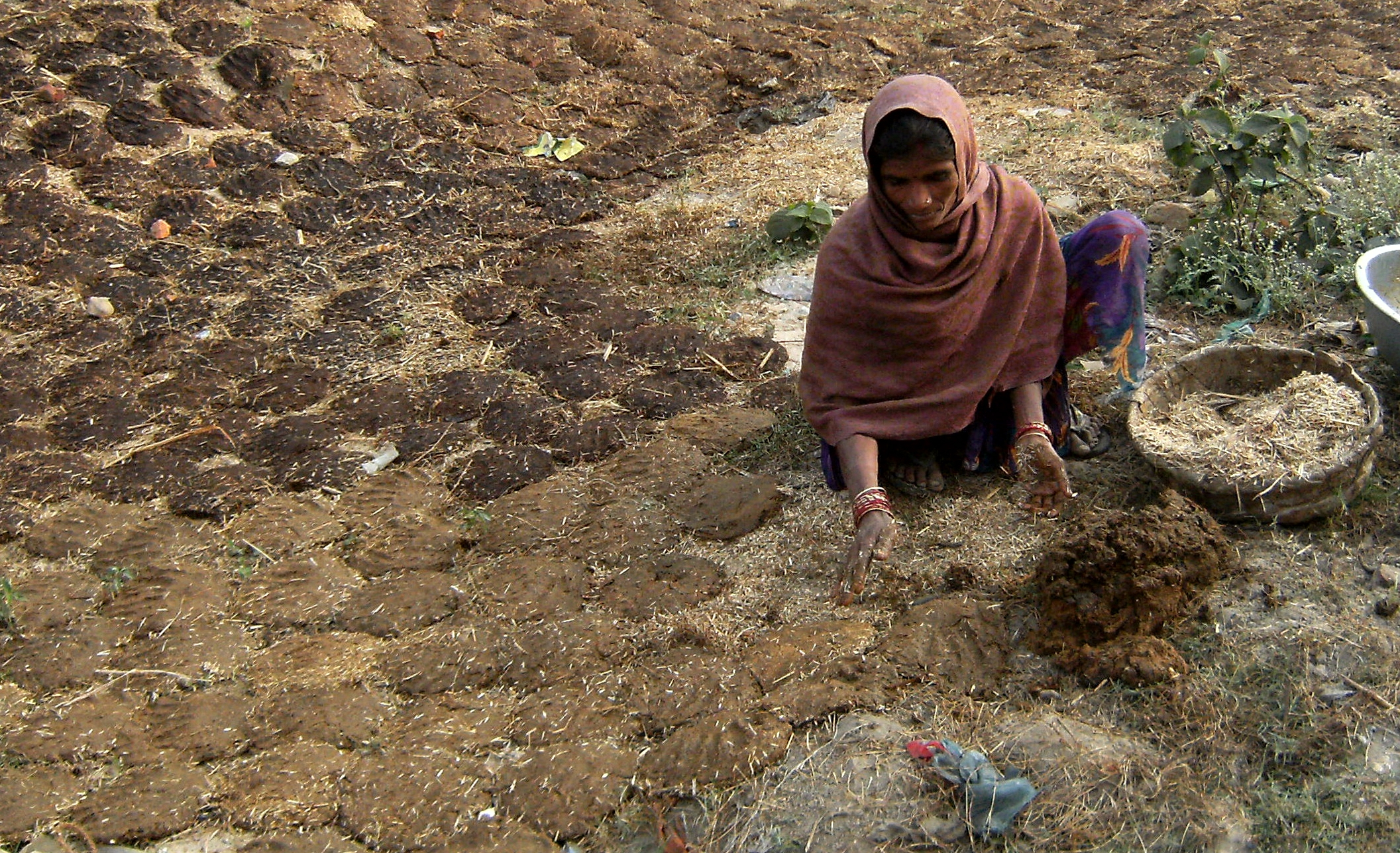
Trocknung von Kuhfladen in Bihar (Indien)

Als Kuhdung werden die Exkremente der Rinder bezeichnet. Die einzelne Darmausscheidung einer Kuh ist der Kuhfladen, in Österreich auch die Kuhflade genannt.

## Beschreibung
Ein typischer Kuhfladen hat einen Durchmesser von etwa 30 cm und wiegt nass bis zu zwei Kilogramm. Ein Tier produziert acht bis zehn Fladen am Tag. Bei feuchter Witterung zersetzt sich der Fladen in zwei bis drei Monaten, ist Lebensraum für zahlreiche Insekten und wird von diesen sowohl als Nährstoff (Koprophagie), als auch zur Eiablage genutzt, um die durch die Zersetzung entstehende Wärme zu nutzen. Rund um einen Kuhfladen kommt es zur Überdüngung. Das Gras wächst besonders üppig, wird aber von den Tieren nicht gefressen, es entsteht ein Geilhaufen. Bei trockener Witterung können Kuhfladen auch eintrocknen und sind dann als Brennmaterial verwendbar.

## Nutzung
Aufgrund seiner organischen Bestandteile wird Kuhmist in der mitteleuropäischen Landwirtschaft als Düngemittel verwendet; zusätzlich kann das bei der Vergärung dieser Exkremente unter Sauerstoffabschluss entstehende Methan zur Erzeugung von Biogas dienen. Ein Kuhfladen enthält so viel thermisch verwertbare chemische Energie, dass man daraus 0,1 Kilowattstunden Strom erzeugen kann.
In manchen baumarmen Hochgebirgsregionen und Hochebenen der Alpen, Tibets, Indiens und der Türkei hatten bzw. haben Kuhfladen eine erhebliche wirtschaftliche Bedeutung, da sie getrocknet als Heizmaterial Verwendung finden. Da sie aber als Dünger wesentlich nutzbringender eingesetzt werden können, wird versucht, durch die Entwicklung effektiver Solarkocher Ersatz zu schaffen. Auf den holzarmen Halligen wurde dieser Brennstoff als Ditten bezeichnet.
Auch gilt Kuhdung als ausgezeichnetes Baumaterial, entweder als Zuschlagstoff zu Baulehm oder pur in weiten Gebieten Afrikas als Putz von Flechthütten. In Indien diente frischer Kuhdung traditionell als Bodenbelag, vor allem in Küchen – man sprach ihm reinigende Wirkung zu. Dazu wurde täglich auf den Lehmboden des Raums eine dünne Dungschicht aufgetragen, die nach kurzer Zeit zu einer harten und geruchlosen Oberfläche erhärtete.
Kuhdung wird auch bei Mischungen für den Baumanstrich verwendet.

## Natürliche Zersetzung

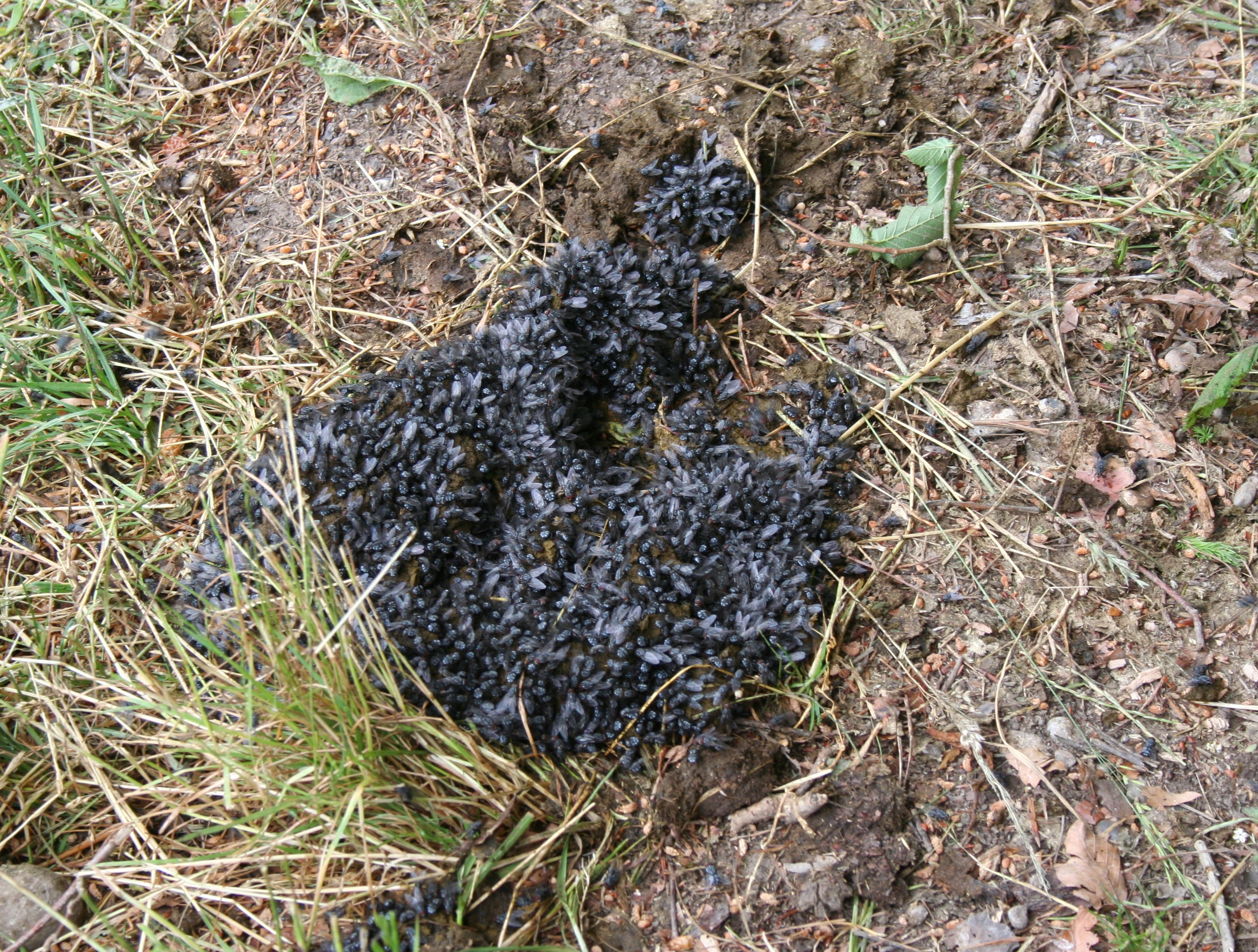
Fliegen auf einem Kuhfladen

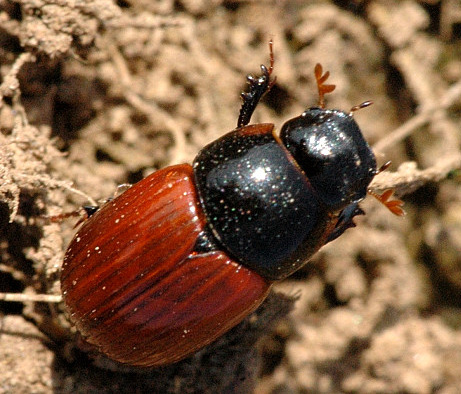
Der Gemeine Dungkäfer

Unmittelbar nach dem Ablegen erscheinen verschiedene Fliegen und Käfer wie der Gemeine Dungkugelkäfer und der Gemeine Dungkäfer zur Eiablage. Ihre Larven entwickeln sich rasch in dem halbflüssigen Substrat. In einer zweiten Phase stellen sich auf dem bereits von Fraß- und Kotgängen durchzogenen, noch feuchten Kuhfladen andere Fliegen ein, darunter die goldgelb behaarte Mistfliege Scathophaga stercoraria. Nur ihre Larven sind Dungfresser, die Fliegen selbst leben zum Teil räuberisch. Auch verschiedene Kurzflügler und ihre Larven machen Jagd auf andere Kotbewohner.
Der außen nun harte, im Inneren aber noch feuchte und mit Gängen durchzogene Fladen entwickelt dort Arten von Pilzen wie dem Körnigen Rinderdungbecherling, Hefen und Bakterien, die ihn weiter abbauen. Er verkrümelt, Gras wächst durch, Milben, Hundertfüßer und Regenwürmer leben im Unterboden. Die Überreste werden von Vögeln bei der Nahrungssuche zerhackt oder von Mistkäfern vergraben.
Da in Deutschland die industrielle Massentierhaltung die Weidehaltung zunehmend ablöst, gibt es immer weniger Kuhfladen. Der natürliche Lebensraum von Mistkäfer, Gemeinem Dungkäfer und weiteren Insekten schwindet daher. Des Weiteren sind die enthaltenen Antiparasitika wie Avermectine eine Gefahr für die im oder vom Kuhdung lebenden Insekten.